# Sergeý Kozyulïn
Sergeý Aleksandrovïç Kozyulïn (in kazako Сергей Александрович Козюлин?, in russo Сергей Александрович Козюлин?, Sergej Aleksandrovič Kozjulin; Džambul, 9 settembre 1980) è un calciatore kazako, difensore del Qıran.